# 印度枝球虫
印度枝球虫（学名：Cladococcus indicus）为星球虫科枝球虫属的动物。分布于印度洋以及西沙群岛等。